# Arakan Liberation Party

Fahne der Arakan Liberation Party

Die Arakan Liberation Party (kurz ALP) ist eine ethnische politische Bewegung in Myanmar, die sich für das Selbstbestimmungsrecht der Volksgruppe der Arakanesen einsetzt. Die ALP gilt als enger Verbündeter der Karen National Union (kurz KNU). Mit der Arakan Liberation Army (kurz ALA) besitzt die ALP einen bewaffneten Arm. 2024 zerfiel die ALP in drei Fraktionen. Eine Fraktion in Sittwe unterstützte das State Administration Council (kurz SAC), eine Fraktion im Norden des Rakhaing-Staates die Exilregierung von Myanmar (kurz NUG) und eine dritte Fraktion gilt als neutral im Bürgerkrieg. In den Medien, besonders den militärnahen, wird die ALP meistens als pro Militärregierung beschrieben. Auch die Mehrheit der Bevölkerung des Staates sieht die ALP als eine Organisation, welche die Militärregierung unterstützt. Aber auch militärkritische Medien wie die Zeitung The Irrawaddy bezeichnet die ALP als Pro Junta. Die ALP gilt als eine radikale buddhistische Organisation, welche die Rechte der muslimischen Bevölkerungsminderheit im Rakhaing-Staat nicht anerkennt (Siehe Rohingya).

## Geschichte
Die ALP musste im Laufe der Zeit mehrmals mit Hilfe der KNU neu gegründet werden, da die Strukturen von der Armee mehrmals zerschlagen werden konnten. Das erste Mal wurde die ALP am 20. November 1968 mit Hilfe der KNU gegründet, die Waffen, Munition und Fahrzeuge den Gründern zur Verfügung stellte. Am selben Tag beschlossen die Delegierten die Gründung der ALA. Bereits einen Monat später konnte die ALP erfolgreich in Sittwe, der Hauptstadt des Rakhaing-Staates, von den Sicherheitsbehörden des Landes zerschlagen werden. Die Gründer wurden verhaftet und zu Gefängnisstrafen verurteilt.
Die Mitglieder der ALP und ALA wurden zwischen 1971 und 1972 aus der Haft entlassen und bauten die ALP sowohl die ALA neu auf. Rund 300 Kämpfer der ALA wurden von der KNU ausgerüstet und von der Karen National Liberation Army (kurz KNLA) ausgebildet. Im April und Mai 1977 kam es zu heftigen Gefechten zwischen der ALA und der Armee, die durch indische Einheiten im Grenzgebiet unterstützt wurde. Viele Kämpfer der ALA wurde getötet oder gefangen genommen. Die ALA und die ALP hörten erneut auf zu existieren.
Ein dritter Versuch wurde unternommen, die ALA und ALP neu zu gründen. Dies geschah, nachdem ALA- und ALP-Mitglieder nach einer Amnestie aus dem Gefängnis entlassen worden waren. Die Neugründung wurde wieder von der KNU und KNLA unterstützt. Nach vielen Jahren im Untergrund unterzeichnete die ALP am 5. April 2012 einen Waffenstillstand mit der neu eingesetzten zivilen Regierung des Landes. Es folgte die Unterzeichnung des Nationalen Waffenstillstandsvertrags (NCA) am 15. Oktober 2015. Die ALP versuchte sich als politische Partei zu etablieren und die ALA diente mehr als Sicherungseinheit der ALP. Die ALP vertrat die Position, dass ein bewaffneter Kampf nicht möglich sei, und dass man auf eine politische Lösung setzen müsste. Trotz des Waffenstillstands wurde das Hauptquartier der ALA und ALP 2016 und 2017 von der Arakan Army (AA) überrannt und musste aufgegeben werden. 2019 startete die AA eine großangelegte Militäroffensive gegen die Zentralregierung. Die ALA und ALP beteiligte sich nicht an dem Aufstand.
Nach dem Militärputsch am 1. Februar 2021 hielt sich ALP an den geschlossenen Waffenstillstand. Die ALP führte Gespräche mit dem neugeschaffenen State Administration Council (SAC) und galt als deren Verbündeter. Am 4. Januar 2023 wurde der Oberbefehlshaber der ALA, Khine Soe Mya, und die zwei Assistenten Khine Kyaw Soe und Khine Thuri Na in einem Hinterhalt von unbekannten Angreifern ermordet. Sie waren auf dem Rückweg von einer von der SAC organisierten Veranstaltung in Sittwe. Es wird vermutet, dass eine Einheit der AA für den Anschlag verantwortlich war. Es wäre nicht das erste Mal gewesen, dass die AA-Mitglieder der ALP und der ANA töteten. Die AA beteuerte jedoch, nicht hinter dem Anschlag zu stecken.
Im Gegensatz zur United League of Arakan (kurz ULA) war die Unterstützung der ALP durch die Bevölkerung gering. Die ALP teilte sich im Jahr 2022 und 2023 in drei Fraktionen, die sich gegenseitig bekämpfen. Die ALA kontrollierte 2022 nur kleine Gebiete an der Grenze zu Indien und kooperierte mit den Grenzschutztruppen der Militärregierung. Des Weiteren besaß die ALA eine Trainingsbasis in einem von der KNLA kontrollierten Gebiet im Karen-Staat. Und die ALA besas eine Präsens in Sittwe, der Hauptstadt des Arakan-Staates. Die AA kontrollierte im Gegensatz große Teile des Arakan-Staates und bekämpfte die Militärregierung und die ALA.
Die Fraktion der ALP um Saw Mra Razar Linn in Sittwe unterstützte die Militärregierung. Die ALA in Sittwe führte gemeinsame Operationen mit den Sicherheitskräften durch und half bei der Verhaftung von Oppositionellen. Dagegen erklärte die Fraktion um Khaing Ray Khaing am 1. September 2023, die Truppen unter seinem Kommando im Norden und Osten des Staates würden sich nicht mehr an den NCA gebunden fühlen. Die Truppen würden die Opposition gegen das SAC unterstützen. Es gab Spekulationen, dass die Truppen unter der Kontrolle der Fraktion um Saw Mra Razar Linn in eine Border Guard Force umgewandelt werden würde. In Sittwe wurden Mitglieder der ALA und der ALP in Uniformen der Regierungsarmee gesehen. Die Propaganda der Militärregierung behauptete unterdessen, dass die ALA auf Seiten der Militärregierung kämpfen würde, obwohl nur eine der drei Fraktionen der ALP dies tat, und die dritte Fraktion sich neutral äußerte. Inwieweit die Truppen der ALA den Entscheidungen ihrer jeweiligen ALP Führer folge leisten würden, war 2024 nicht klar.

## Verwechslungsgefahr
Die ALA darf nicht mit der United League of Arakan (kurz ULA) verwechselt werden. Die ULA galt 2024 als die stärkste politische Kraft der Arakanesen und Bürgerkrieg und war an der Operation 1027 maßgeblich beteiligt.
Auch darf sie auf keinen Fall mit der Arakan Rohingya Salvation Army  (kurz ARSA) verwechselt werden. Selbst die UN beging diesen Fehler. So bezeichnete sie die ALP auf einer Seite des UNHCR als muslimische Organisation.